# X波段防卫通信卫星
X波段通信卫星是由日本防衛省在PFI系统下维护、拥有和运营的国防通訊衛星，别称为“闪烁”（Kirameki） 。

## 发展历史
完美天空JSAT集團拥有的商业通信卫星（超级鸟B2和超级鸟D）一直被防卫省和自卫队用于部队间的通信，于2015年成功达到其设计寿命。
此前根据日本政府对“和平利用外层空间”的解释，只能使用商业通信卫星。所以最初，X波段防卫通信卫星项目的计划是防卫省租赁已有的商业卫星“超级鸟”通信卫星（SuperBird）。本项目原计划覆盖整个项目，从这两颗卫星的制造直至其运行结束将采用与私营公司批量签订长期合同，卫星将由防卫省独家使用。根据日本国政府对“和平利用外太空”的解释，只能使用商业通信卫星。
2008年（平成20年），随着《太空基本法》颁布，拥有纯军用卫星成为可能。
2011年（平成23年），由于现有设备的设计寿命只剩下有限的时间以及修改PFI法案的需要，第一台卫星的制造提前商业化， 日本電氣收到了订单。
2012年（平成24年）12月，防卫省选定完美天空JSAT控股作为“X波段卫星通信中继功能维护运营项目”的运营商，并于2013年（平成25年）1月15日与完美天空JSAT集团建立的“ ディ－・エス・エヌ签订商业合同。作为卫星基本部件的卫星平台是三菱电机制造的DS2000 当时已不再被防卫省指定，但因暂无替代品被批准采用。
第一颗X波段防卫通信卫星原定于2016年7月在亞利安5號運載火箭上发射，但在运送到圭亞那太空中心过程中损坏需要维修，发射被推迟到2018年 。这颗卫星使用外国运载火箭的原因是国内发射难以容纳如此大的载荷质量和相对较高的发射成本 。卫星最终于2018年（平成30年）4月6日上午6:34（日本标准时间）发射。
第二颗X波段防卫通信卫星于2017年1月24日16时44分（日本標準時間）由H-IIA运载火箭从種子島宇宙中心发射升空，约30分钟后进入预定轨道 。
第三颗卫星原计划为也由PFI开发的超级鸟C2，并在2023年发射 。但由于H3運載火箭首飞失败，计划于2024年发射 。

## 发射
由于这一系列卫星关系國家安全，与情报收集卫星类似，为防止外界猜测卫星具体性能和能力，卫星的重量并未公开。而且，与之前的情报收集卫星不同的是，虽然日本政府在公开的現場直播中披露X波段防卫通信卫星是地球静止卫星，但未披露卫星分离时间，以防详细位置信息被识别。

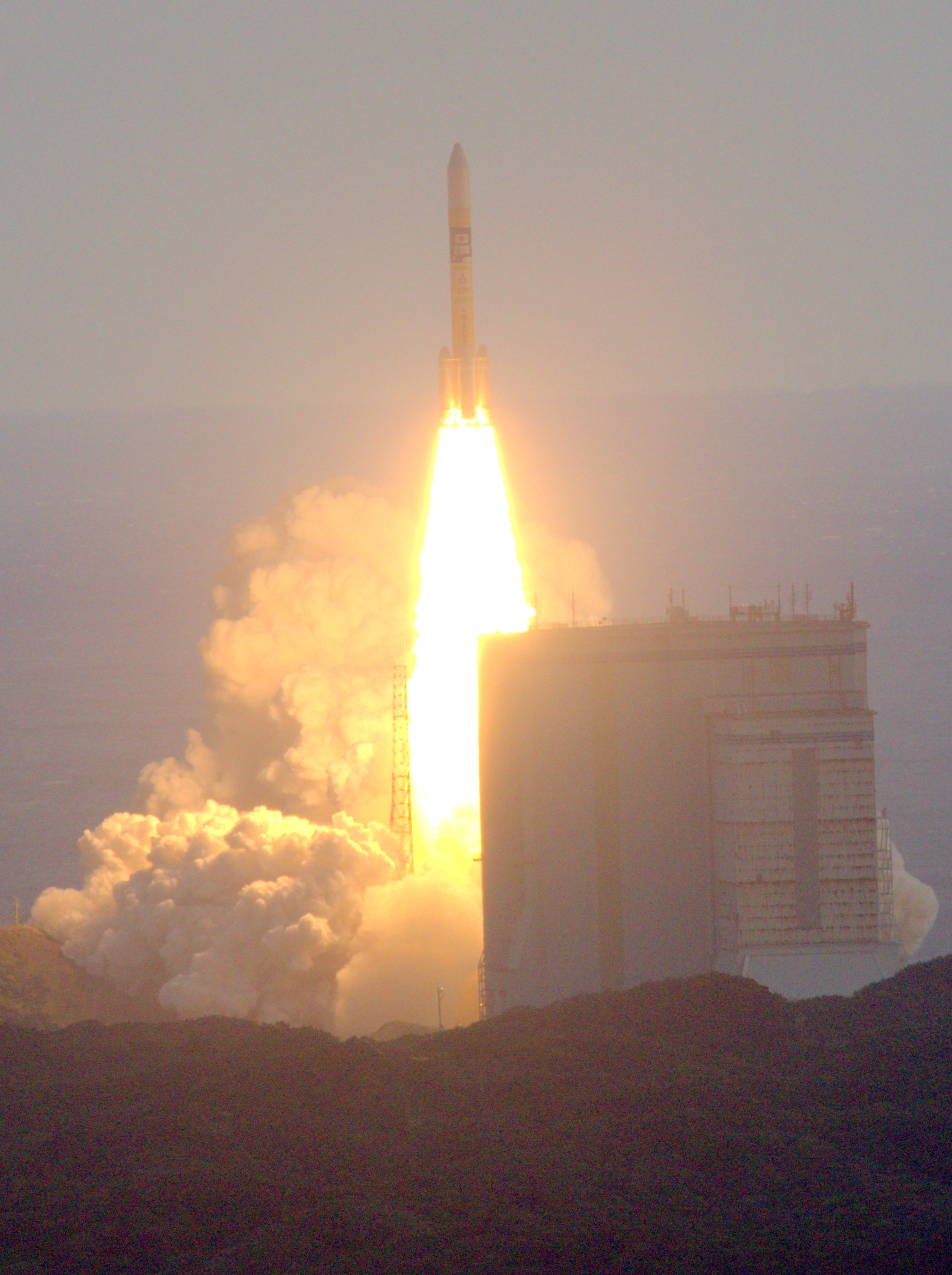
H-IIA 32号火箭发射X波段防卫通信卫星2号

| 编号 | 名称              | 缩写              | 发射日期           | 发射火箭        | 发射时的质量 | 计划运行轨道位置 |
| ---- | ----------------- | ----------------- | ------------------ | --------------- | ------------ | ---------------- |
| 1    | 闪烁1号/超级鸟-B3 | DSN-1/Superbird-8 | 2018年4月6日6:34   | 阿丽亚娜 5      | 5,348 公斤   | 东经162度        |
| 2    | 闪烁2号           | DSN-2             | 2017年1月24日16:44 | H-IIA 32 号火箭 | 保密         | 保密             |
| 3    | 闪烁3号           | DSN-3             | 计划2024年         | H3運載火箭      |              |                  |

## 地面设施
地面设施由日本電氣开发，并由NTT Communications维护和管理。地面设施中仅有站房的建设和维护工作由前田建設负责。